# Copa de las Naciones UCI sub-23 2012
La Copa de las Naciones UCI sub-23 2012, fue la sexta edición del calendario ciclístico creado por la Unión Ciclista Internacional para corredores menores de 23 años.
Estuvo compuesto por diez carreras. Se mantuvieron las seis carreras de la edición anterior, e ingresaron al calendario las carreras en ruta sub-23 de los campeonatos continentales de África, América, Asia y Europa. Debido a ello el calendario comenzó en 2011 con el campeonato africano y finalizó en 2012 con el Tour del Porvenir. Los puntos obtenidos en las mismas dieron como ganador a Francia quedando Bélgica e Italia en segundo y tercer lugar respectivamente.

## Resultados
| Fecha     | País         | Carrera                                | Categoría | Vencedor            | Vencedor (Países) | Líder (Países) |
| --------- | ------------ | -------------------------------------- | --------- | ------------------- | ----------------- | -------------- |
| 13/11     | Eritrea      | Campeonato Africano en Ruta sub-23     | CC        | Natnael Berhane     | Eritrea           | Eritrea        |
| 17/2      | Malasia      | Campeonato Asiático en Ruta sub-23     | CC        | Tomohiro Kinoshita  | Japón             | Eritrea        |
| 11/3      | Argentina    | Campeonato Panamericano en Ruta sub-23 | CC        | Cristóbal Olavarría | Chile             | Eritrea        |
| 7/4       | Bélgica      | Tour de Flandes sub-23                 | 1.Ncup    | Kenneth Vanbilsen   | Bélgica           | Bélgica        |
| 11/4      | Francia      | La Côte Picarde                        | 1.Ncup    | Vegard Breen        | Noruega           | Bélgica        |
| 14/4      | Países Bajos | ZLM Tour                               | 1.Ncup    | Maxime Daniel       | Francia           | Bélgica        |
| 17/4-21/4 | Italia       | Toscana-Terra di ciclismo              | 2.Ncup    | Fabio Aru           | Italia            | Bélgica        |
| 31/5-3/6  | Canadá       | Coupe des Nations Ville Saguenay       | 2.Ncup    | Arman Kamyshev      | Kazajistán        | Francia        |
| 12/8      | Países Bajos | Campeonato Europeo en Ruta sub-23      | CC        | Jan Tratnik         | Eslovenia         | Bélgica        |
| 26/8-1/9  | Francia      | Tour del Porvenir                      | 2.Ncup    | Warren Barguil      | Francia           | Francia        |

## Clasificación
| Pos. | País           | Puntos |
| ---- | -------------- | ------ |
| 1º   | Francia        | 113    |
| 2º   | Bélgica        | 89     |
| 3º   | Italia         | 80     |
| 4º   | Kazajistán     | 62     |
| 5º   | Eslovenia      | 61     |
| 6º   | Noruega        | 48     |
| 7º   | Rusia          | 45     |
| 8º   | Países Bajos   | 44     |
| 9º   | Argentina      | 43     |
| 10º  | Estados Unidos | 37     |